# Alkohol furfurylowy
Alkohol furfurylowy – organiczny związek chemiczny z grupy alkoholi heterocyklicznych, pochodna furanu. Jest to ciecz dobrze rozpuszczająca się w wodzie i rozpuszczalnikach organicznych (alkohol etylowy).